# Гилберт, Маркус
Маркус Гилберт (англ. Marcus Gilbert, род. 29 июля 1958 года) — британский актер.

## Биография
После окончания театральной школы Маунтвью в 1981 году Гилберт стал одним из основателей оригинальной театральной труппы Odyssey, гастролирующей по лондонским школам с постановками современной классики. За этим последовали сезоны работы в Репертуарном театре Данди и Библиотечном театре в Манчестере.
С 1984 года он снимался во многих фильмах, в том числе «Маски смерти» (1984), «Бигглз» (1986), «На волосок от гибели» (1987), «Рэмбо III» (1988), «Призрак в Монте-Карло» (1990), «Наследие» (1990), «Армия тьмы» (1992) и «Свободная птица» (2008), на телевидении (в том числе «Доктор Кто» в «Поле битвы» в 1989 году) и в рекламных роликах. Он также работал в театре, в том числе сыграл молодого виконта Горинга в постановке Оскара Уайльда «Идеальный муж» с театральной труппой во время их национального турне в 2000 году. В 2006 году Гилберт сыграл роль Джордана Пауэра на мировой премьере постановки «Звездная-звездная ночь» в Соннинге.
Гилберт снялся более чем в пятидесяти рекламных роликах, в том числе в рекламе джинсов Lee под названием Mean Jeans режиссёра Вилли Паттерсона, который получил награду за лучшую рекламу в 1986 году.
Он также руководит собственной кинокомпанией Touch the Sky Productions, и в 2004 году, снимая документальный фильм о своем восхождении на гору Килиманджаро, он посетил Детский фонд Аруши.

## Фильмография
| Год  | Название                        | Роль                 | Прим |
| ---- | ------------------------------- | -------------------- | ---- |
| 1984 | Погода на улицах                | Курт                 | тв   |
| 1984 | Маски смерти                    | Антон фон Фельсек    | тв   |
| 1986 | Бигглз                          | Эрик фон Штальхайм   |      |
| 1987 | На волосок от гибели            | Лорд Джастин Вулкан  | тв   |
| 1988 | Рэмбо III                       | Томаск               |      |
| 1990 | Призрак в Монте-Карло           | Лорд Роберт Стенфорд | тв   |
| 1992 | Армия тьмы                      | Лорд Артур           |      |
| 1993 | Наследие                        | Девид Уолкер         |      |
| 1993 | Всадники                        | Руперт Кэмпбелл-Блек |      |
| 2008 | Дальнобой без тормозов          | Марл                 |      |
| 2015 | Meet Pursuit Delange: The Movie | Джон Скотт           |      |